# 比约恩斯彻纳·比昂松
比约恩斯彻纳·马丁努斯·比昂松（挪威語發音：[ˈbjø̂ːɳstjæːɳə ˈbjø̂ːɳsɔn]；1832年12月8日—1910年4月26日），挪威作家，1903年诺贝尔文学奖获得者。比昂松与亨里克·易卜生、约纳斯·李和亚历山大·谢朗并称挪威“四大作家”。比昂松还是挪威国歌的词作者。
比昂松的鄉村小說《陽光之山》、《阿恩尼》、《快樂的男孩》、《漁家女》散發著濃郁的鄉土氣息，以詩般優美的語言，展現了農民生活的困苦、青年男女的真情摯愛，禮讚挪威人民的高尚品德。主要的藝術成就是歷史戲劇，代表作有《斯威爾國王》、《西夏德國王》、《超出人力之外》、《破產》、《報紙主編》、《挑戰的力量》。主題方面，有藉由挪威歷史上的英雄事蹟來恢復民族自信心和潛力，也有抨擊時弊、呼籲改革。比昂松也以飽滿的詩情，歌詠挪威千島鍾靈毓秀的山河。

## 主要作品
詩作
- 〈國旗飄揚在挪威城鄉海巷〉、〈是啊！我們永遠熱愛這塊土地〉等。

戲劇
- 《斯威爾國王》、《西夏德國王》、《新婚的一对》、《超出人力之外》、《破產》、《報紙主編》、《挑战的手套》。

小說
- 《陽光之山》、《阿恩尼》、《快樂的男孩》、《漁家女》。

## 作品的中譯
- 台灣啟明書局編譯所/編譯，《破產者》，台北市：啟明書局，1958年。
- 諾貝爾文學獎全集編譯委員會/編譯，《邊爾森(1903)/米斯特拉爾(1904)》，台北市：九華文化，1980年。
- 謝金德/主編，《諾貝爾獎小說大展(合訂本)》，台北縣永和市：輔新出版，1982年。該書收錄這位作家的作品。